# Liga dos Campeões de Futsal da UEFA de 2018–19
A Liga dos Campeões de Futsal da UEFA de 2020–21 é a 20.ª edição da maior competição de clubes europeus de futsal organizada pela UEFA. Esta é a primeira edição da competição desde que foi renomeada de UEFA Futsal Cup para Liga dos Campeões de Futsal da UEFA (UEFA Futsal Champions League (em inglês)).
O Sporting Clube de Portugal é o campeão atual, sendo a segunda vez que vence a competição.

## Formato
Um total de 56 equipas de 55 associações nacionais irão disputar a Liga dos Campeões de Futsal da UEFA de 2018–19. 34 equipas terão de disputar uma ronda preliminar enquanto as restantes estão automaticamente apuradas para a ronda principal da competição.
Após a expansão da competição, as melhores equipas do ranking já não se apuram automaticamente para a Ronda de Elite, e o número de equipas na Ronda Principal aumentou de 24 para 32. As equipas são classificadas de acordo com o seu coeficiente de clubes da UEFA, baseado no resultado das equipas nas três épocas anteriores, para decidir a ronda em que entram na competição e a sua posição nos potes de sorteio da ronda preliminar e da ronda principal.
- O campeão em título e os clubes 1 a 22 ou 23 (dependendo do número de berços) entram na ronda principal, dividida em Rota A e Rota B.
  - O primeiro caminho (Rota A) é constituído pelo campeão em título e pelas equipas 1–11 e 16–19, onde as 16 equipas são distribuídas por quatro grupos. Os três primeiros classificados de cada grupo seguem para a Ronda de Elite.
  - O segundo caminho (Rota B) é constituído pelas equipas 12–15 e 20–22 ou 23, juntas com as equipas provenientes da Ronda Preliminar, onde as 16 equipas são distribuídas por quatro grupos. Os vencedores de cada grupo seguem para a Ronda de Elite.
- As restantes equipas entram na ronda preliminar, e são distribuídas por grupos de três ou quatro. Os vencedores de cada grupo e possivelmente um (ou mais) segundo(s) classificado(s) avançam para a Rota B da Ronda Principal.

A Ronda de Elite é constituída por 16 equipas (12 equipas provenientes da Rota A e outras 4 provenientes da Rota B), distribuídas por quatro grupos de quatro, onde os vencedores e os segundos classificados de cada grupo da Rota A são colocados nos potes 1 e 2, respetivamente (equipas do mesmo grupo não se defrontam). Os vencedores de cada grupo avançam para a fase final, disputado em formato final four.

### Critérios de Desempate
Os critérios de desempate para os grupos das rondas anteriores à fase final são os seguintes:
| Critérios de Desempate |
| --- |
| Na ronda preliminar, na ronda principal e na ronda de elite, as equipas são classificadas por pontos (3 pontos por vitória, 1 ponto por empate, 0 pontos por derrota). Se duas ou mais equipas terminarem iguais em pontos após a conclusão de cada grupo, os seguintes critérios serão aplicados para determinar a sua classificação (em ordem decrescente): 1. Maior número de pontos obtidos nos jogos disputados pelas equipas em questão no seu grupo; 2. Diferença de golos superior nos jogos disputados pelas equipas em questão no seu grupo; 3. Maior número de golos marcados nos jogos disputados pelas equipas em questão no seu grupo; 4. Maior número de pontos obtidos nos jogos disputados entre as equipas em questão; 5. Diferença de golos superior nos jogos disputados entre as equipas em questão; 6. Maior número de golos marcados nos jogos disputados entre as equipas em questão; 7. Diferença de golos superior em todos os jogos disputados pelas equipas em questão; 8. Maior número de golos marcados em todos os jogos disputados pelas equipas em questão; 9. Se apenas duas equipas terminarem iguais em pontos e estiverem empatadas de acordo com os critérios 1 ao 8 após se encontrarem na última ronda do grupo, a sua classificação será determinada por marcação de grandes penalidades; 1. Este critério não é usado se mais que duas equipas terminarem iguais em pontos ou se a classificação de ambas as equipas não for relevante para a qualificação de ambas para a próxima ronda; 10. Menor recorde disciplinar baseado na quantidade de cartões amarelos e vermelhos mostrados no grupo em questão (3 pontos por expulsão [vermelho ou duplo amarelo], 1 ponto por cartão amarelo); 11. Ranking do Coeficiente de Clubes de Futsal da UEFA; Se a classificação não conseguir ser determinada pelos critérios acima, um sorteio será realizado pela UEFA. |

## Distribuição de vagas
Um total de 57 equipas de 55 associações nacionais irão disputar a UEFA Futsal Cup de 2017–18. O número de participantes de cada associação é determinado pelo Ranking de Coeficiente Nacional da UEFA , baseado na performance de cada país no Europeu de Futsal de 2016, no Europeu de Futsal de 2018 e no Mundial de Futsal de 2016. O campeão europeu em título qualifica-se automaticamente.
- Associações 1 a 3 classificam duas equipas cada.
- Associações 4 e 55 classificam uma equipa cada.
  - Como o campeão em título, Inter FS, pertence a uma das três melhores associações, a quarta associação do ranking também classifica duas equipas.

### Ranking de Coeficiente Nacional da UEFA para 2017–18
| Rank | Associação           | Coeff. | Equipas |
| ---- | -------------------- | ------ | ------- |
| 1    | Rússia               | 10.171 | 2       |
| 2    | Espanha              | 10.022 | 2       |
| 3    | Portugal             | 9.633  | 2       |
| 4    | Cazaquistão          | 9.000  | 2       |
| 5    | Ucrânia              | 8.389  | 1       |
| 6    | Azerbaijão           | 7.822  | 1       |
| 7    | Itália               | 7.444  | 1       |
| 8    | Sérvia               | 6.833  | 1       |
| 9    | Eslovénia            | 6.500  | 1       |
| 10   | Croácia              | 4.278  | 1       |
| 11   | Hungria              | 4.111  | 1       |
| 12   | República Checa      | 3.611  | 1       |
| 13   | Roménia              | 3.500  | 1       |
| 14   | Polónia              | 3.389  | 1       |
| 15   | França               | 2.944  | 1       |
| 16   | Eslováquia           | 2.944  | 1       |
| 17   | Bielorrússia         | 2.889  | 1       |
| 18   | Países Baixos        | 2.278  | 1       |
| 19   | Bósnia e Herzegovina | 2.222  | 1       |

| Rank | Associação | Coeff. | Teams |
| ---- | ---------- | ------ | ----- |
| 20   | Bélgica    | 2.111  | 1     |
| 21   | Geórgia    | 2.056  | 1     |
| 22   | Macedônia  | 2.000  | 1     |
| 23   | Finlândia  | 1.694  | 1     |
| 24   | Letónia    | 1.222  | 1     |
| 25   | Turkey     | 1.222  | 1     |
| 26   | Moldávia   | 0.833  | 1     |
| 27   | Inglaterra | 0.833  | 1     |
| 28   | Albânia    | 0.778  | 1     |
| 29   | Suécia     | 0.778  | 1     |
| 30   | Montenegro | 0.722  | 1     |
| 31   | Dinamarca  | 0.722  | 1     |
| 32   | Noruega    | 0.722  | 1     |
| 33   | Kosovo     | 0.667  | 1     |
| 34   | Suiça      | 0.583  | 1     |
| 35   | Bulgária   | 0.556  | 1     |
| 36   | Arménia    | 0.500  | 1     |
| 37   | Grécia     | 0.500  | 1     |

| Rank | Associação           | Coeff. | Equipas |
| ---- | -------------------- | ------ | ------- |
| 38   | Alemanha             | 0.500  | 1       |
| 39   | País de Gales        | 0.389  | 1       |
| 40   | Lituânia             | 0.389  | 1       |
| 41   | Chipre               | 0.389  | 1       |
| 42   | Israel               | 0.278  | 1       |
| 43   | Andorra              | 0.222  | 1       |
| 44   | Estónia              | 0.111  | 1       |
| 45   | Malta                | 0.000  | 1       |
| 46   | Gibraltar            | 0.000  | 1       |
| 47   | San Marino           | 0.000  | 1       |
| 48   | Escócia              | 0.000  | 1       |
| (NR) | Islândia             | 0.000  | 1       |
| (NR) | Áustria              | 0.000  | 1       |
| (NR) | Luxemburgo           | 0.000  | 1       |
| (NR) | Irlanda do Norte     | 0.000  | 1       |
| (NR) | República da Irlanda | 0.000  | 1       |
| (NR) | Ilhas Faroé          | 0.000  | (DNE)   |
| (NR) | Liechtenstein        | 0.000  | (DNE)   |

Notes
- (DNE) – Associação não terá clubes a competir na Liga dos Campeões
- (NR) – Ranking inexistente (associação não entrou nas competições usadas para determinar coeficiente)

### Ranking de Coeficiente de Clubes de Futsal da UEFA para 2018–19
O Ranking de Coeficiente de Clubes de Futsal determina a ronda da competição a que uma equipa está intitulada. 24 clubes estão directamente classificados para a Ronda Principal (que estará dividida em dois caminhos diferentes) enquanto os restantes terão de disputar uma Ronda Preliminar.
- Campeão em título apura-se para a Rota A da Ronda Principal
- Clubes 1 a 11 e 16 a 19 apuram-se para a Rota A da Ronda Principal
- Clubes 12 a 15 e 20 a 22 apuram-se para a Rota B da Ronda Principal
- Clubes 23 a 56 apuram-se para a Ronda Preliminar

Legenda
- TH: Campeão em título
- CH: Campeão nacional
- RU: Vice-campeão nacional
- (H): Anfitrião

| Ronda Principal | Ronda Principal             | Ronda Principal | Ronda Principal |
| Rank            | Equipa                      | Coeff.          | Rota            |
| --------------- | --------------------------- | --------------- | --------------- |
| TH              | Inter FS (CH)               | 73.334          | A               |
| 1               | Sporting CP (CH)            | 47.333          | A               |
| 2               | Ugra Yugorsk (CH)           | 41.000          | A               |
| 3               | Barcelona (RU)              | 36.001          | A               |
| 4               | Benfica (RU)                | 29.333          | A               |
| 5               | Kairat (CH)                 | 28.500          | A               |
| 6               | Győri ETO (CH)              | 23.001          | A               |
| 7               | Ekonomac (CH) (H)           | 20.501          | A               |
| 8               | Halle-Gooik (CH) (H)        | 17.000          | A               |
| 9               | Sibiryak (RU)               | 17.000          | A               |
| 10              | Era-Pack Chrudim (CH)       | 14.501          | A               |
| 11              | Lidselmash Lida (CH)        | 12.834          | A               |
| 12              | Nikars (CH) (H)             | 12.000          | B               |
| 13              | Acqua e Sapone (CH)         | 10.667          | B               |
| 14              | Araz Naxçivan (CH)          | 10.500          | B               |
| 15              | Aktobe (RU)                 | 9.500           | B               |
| 16              | Dobovec (CH) (H)            | 8.167           | A               |
| 17              | Prodexim Kherson (CH)       | 8.167           | A               |
| 18              | Kremlin-Bicêtre United (CH) | 8.167           | A               |
| 19              | Feniks (CH) (H)             | 5.833           | A               |
| 20              | Novo Vrijeme (CH) (H)       | 5.501           | B               |
| 21              | APOEL (CH) (H)              | 4.834           | B               |
| 22              | MIMEL Lučenec (RU) (H)      | 4.167           | B               |

| Ronda Preliminar | Ronda Preliminar               | Ronda Preliminar |
| Rank             | Equipa                         | Coeff.           |
| ---------------- | ------------------------------ | ---------------- |
| 23               | Informatica Timişoara (CH) (H) | 4.000            |
| 24               | Mostar SG Staklorad (CH) (H)   | 3.501            |
| 25               | Leo (CH)                       | 3.250            |
| 26               | Veles (CH) (H)                 | 3.167            |
| 27               | Hohenstein-Ernstthal (CH) (H)  | 3.084            |
| 28               | Rekord Bielsko-Biała (CH) (H)  | 2.834            |
| 29               | Hovocubo (CH)                  | 2.667            |
| 30               | Tatishvili (CH)                | 2.501            |
| 31               | Sandefjord (CH)                | 2.250            |
| 32               | KaDy (CH)                      | 2.167            |
| 33               | Uddevalla (CH) (H)             | 2.084            |
| 34               | JB Gentofte (CH)               | 2.084            |
| 35               | Valletta (CH)                  | 1.583            |
| 36               | Varna City (CH)                | 1.583            |
| 37               | Doukas (CH)                    | 1.500            |
| 38               | Reading Escolla (CH)           | 1.334            |
| 39               | Dinamo Chişinău (CH) (H)       | 1.167            |

| Ronda Preliminar | Ronda Preliminar            | Ronda Preliminar |
| Rank             | Equipa                      | Coeff.           |
| ---------------- | --------------------------- | ---------------- |
| 40               | Lynx (CH)                   | 1.001            |
| 41               | Čelik (CH)                  | 1.001            |
| 42               | RCD Fidell (CH)             | 0.834            |
| 43               | (CH)                        | 0.667            |
| 44               | Vytis (CH) (H)              | 0.583            |
| 45               | Maccabi Nahalat Itzhak (CH) | 0.583            |
| 46               | Murexin Allstars (CH) (H)   | 0.500            |
| 47               | Tirana (CH)                 | 0.334            |
| 48               | Futsamba Naas (CH)          | 0.334            |
| 49               | Cardiff University (CH)     | 0.251            |
| 50               | Encamp (CH)                 | 0.251            |
| 51               | Racing Luxembourg (CH)      | 0.250            |
| 52               | Tallinna Cosmos (CH)        | 0.167            |
| 53               | Murata (CH)                 | 0.167            |
| 54               | Wattcell (CH)               | 0.000            |
| 55               | Belfast United (CH)         | 0.000            |
| 56               | Vængir Júpíters (CH)        | 0.000            |

Nota: O campeão eslovaco Slov-Matic Bratislava rescindiu da liga devido a problemas financeiros, então o seu berço foi atribuído ao vice campeão MIMEL Lučenec.

## Calendário
O calendário da competição é o seguinte.
| Fase             | Data do Sorteio       | Datas                                                                                          |
| ---------------- | --------------------- | ---------------------------------------------------------------------------------------------- |
| Ronda Preliminar | 5 de julho de 2018    | 28 de agosto a 2 de setembro de 2018                                                           |
| Ronda Principal  | 5 de julho de 2018    | 2 a 7 de outubro de 2018                                                                       |
| Ronda de Elite   | 12 de outubro de 2018 | 13 a 18 de novembro de 2018                                                                    |
| Fase final       | TBD 2019              | - Semifinais: 25 ou 26 de abril de 2019 - Decisão 3.º lugar e Final: 27 ou 28 de abril de 2019 |